# Bidrag til Kundskab om Egefamilien
Bidrag til Kundskab om Egefamilien (abreviado Bidr. Egefam.) es un libro ilustrado con descripciones botánicas que fue escrito por el botánico, micólogo, zoólogo, biólogo marino danés Anders Sandoe Oersted. Fue publicado en el año 1871.